# 栗鳞耳蕨
栗鳞耳蕨（学名：Polystichum castaneum）为鳞毛蕨科耳蕨属下的一个种。

## 扩展阅读
- 維基物種上的相關：栗鳞耳蕨